# 川島緑町
川島緑町（かわしまみどりまち）は、岐阜県各務原市の地名。現行行政町名は川島緑町一丁目から川島緑町五丁目。

## 地理
各務原市の南西部の川島地区に位置する。この地域は川島河田町及び川島松原町が入り組んでおり、かつ飛び地もあるため、町域は大まかには東部が川島松原町、西部が川島渡町、川島北山町、南部が川島河田町、北部が川島松原町である。

## 歴史
1988年（昭和63年）、川島町松河西部土地区画整理組合が設立され、川島町河田町の一部と松原町の一部、渡町の一部（23.25ha）の土地区画整理事業が開始される。1994年（平成6年）にこの地域をもって緑町（みどりまち）を設置。土地区画整理事業は1996年（平成8年）に完了する。
2004年（平成16年）11月1日、羽島郡川島町が各務原市に編入されると同時に、緑町から川島緑町に改称する。

## 世帯数と人口
2024年（令和6年）10月1日現在の世帯数と人口は以下の通りである。
| 丁目           | 世帯数  | 人口    |
| -------------- | ------- | ------- |
| 川島緑町一丁目 | 165世帯 | 401人   |
| 川島緑町二丁目 | 192世帯 | 601人   |
| 川島緑町三丁目 | 103世帯 | 225人   |
| 川島緑町四丁目 | 69世帯  | 193人   |
| 川島緑町五丁目 | 92世帯  | 231人   |
| 計             | 621世帯 | 1,648人 |

## 小・中学校の学区
市立小・中学校に通う場合、学区は以下の通りとなる。
| 番・番地等 | 小学校               | 中学校               |
| ---------- | -------------------- | -------------------- |
| 全域       | 各務原市立川島小学校 | 各務原市立川島中学校 |

## 交通
- 岐阜バス笠松川島線
- 各務原市ふれあいバス川島線

## 主な施設
- 緑町中央公園
- 緑町西公園